# Accel World vs. Sword Art Online
Accel World vs. Sword Art Online, також відома як Accel World vs. Sword Art Online: Millennium Twilight (яп. アクセルワールド VS ソードアート・オンライン 千年の黄昏) — рольова відеогра 2017 року, розроблена Artdink і видана Bandai Namco Entertainment для PlayStation 4, PlayStation Vita та Microsoft Windows. Відеогра заснована на ранобе «Accel World» і «Sword Art Online».

## Сюжет
Історія починається з того, що Асуна та Кіріто зі «Sword Art Online» були на пікніку з Юї. Несподівано на них напали монстри, після цього починає лунати сигнал тривоги, що закликає всіх негайно вийти з гри. Юї попереджає Асуну та Кіріто, щоб вони пішли геть, але вони йдуть за нею до святині. Там на Кіріто нападає Чорний Лотос з «Accel World», якого найняла відьма для того, щоб розпочати апокаліпсис. Зрозумівши, що відьма її обдурила, Чорний Лотос вирішує допомогти Кіріто та Асуні. Оскільки відьма сильна, трійця відступає. Мета героїв — з'ясувати, чому їхні світи стикаються, і які плани у злої відьми.

## Огляди
| Агрегатор  | Оцінка      |
| ---------- | ----------- |
| Metacritic | PS4: 64/100 |

Після випуску гра отримала «змішані» відгуки на Metacritic із загальною оцінкою 64 зі 100 для PlayStation 4.